# Grande Prêmio do Pacífico
O Grande Prêmio do Pacífico foi uma prova de Fórmula 1 que foi disputada duas vezes na metade dos anos 1990. As corridas foram disputadas no Circuito Internacional de Okayama, em Mimasaka (perto de Kobe), Japão.

## Vencedores do GP do Pacífico
| Ano     | Piloto             | Construtor       | Local   | Resumo   |
| ------- | ------------------ | ---------------- | ------- | -------- |
| 1994    | Michael Schumacher | Benetton-Ford    | Okayama | Detalhes |
| 1995    | Michael Schumacher | Benetton-Renault | Okayama | Detalhes |
| Fontes: |                    |                  |         |          |